# 向日垂头菊
向日垂头菊（学名：Cremanthodium helianthus）为菊科垂头菊属的植物，为中国的特有植物。分布于中国大陆的云南等地，生长于海拔2,800米至4,500米的地区，见于灌丛中、林下、草坡及高山草甸，目前尚未由人工引种栽培。